# ولدينيسية

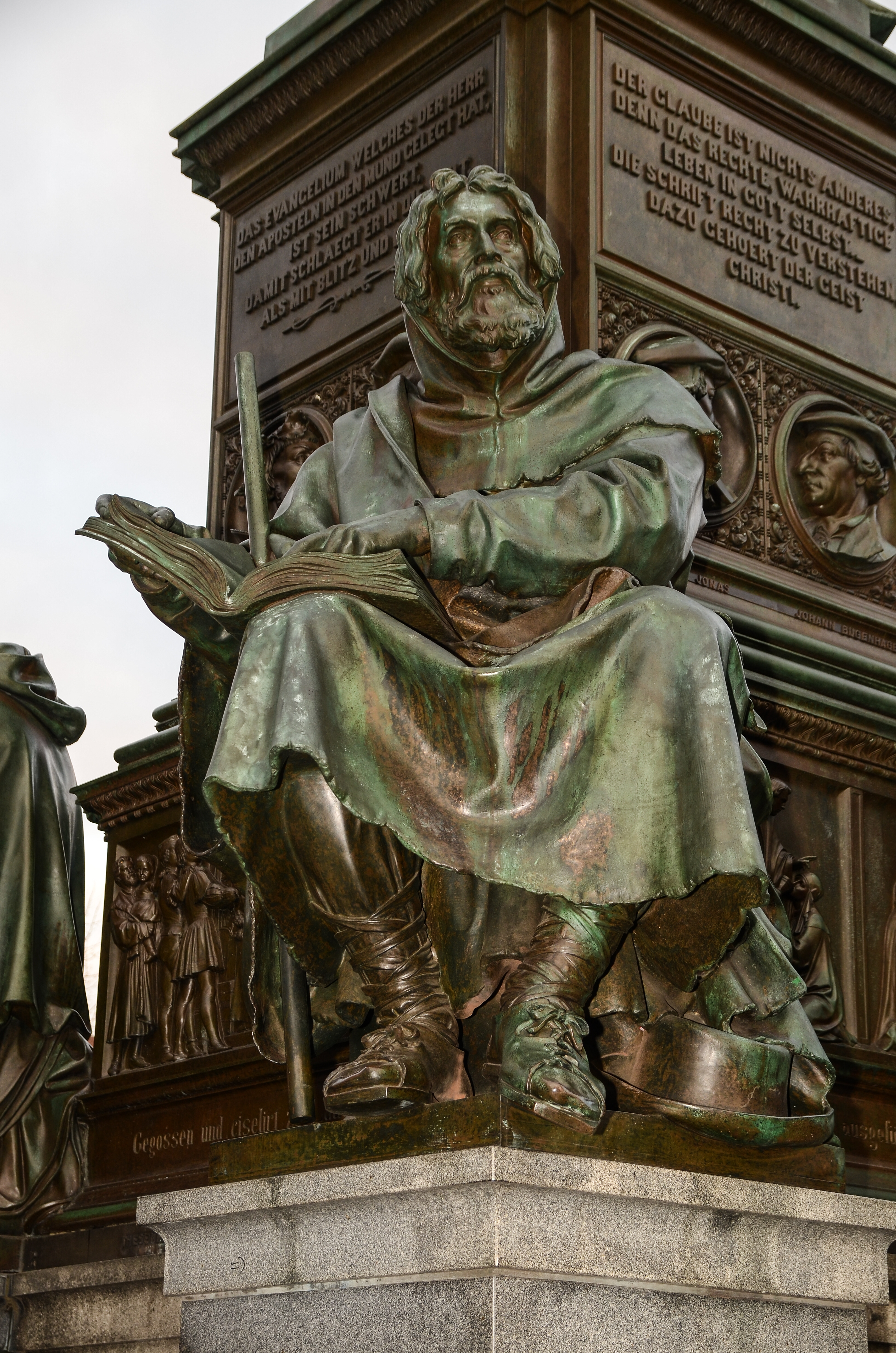
نصب بيتر والدو في مدينة فورمس.

الولدينيسية هي حركة مسيحية تعود أصولها إلى القرون الوسطى، أنشأها بيتر والدو، وتدور تعاليمها حول الفقر والتضحية الدينية، ويسمى أتباعها رجال ليون الفقراء. وكانوا في البداية يقومون بعمليات وعظ لكن البابا منعهم منها بعد ذلك. ولا تعترف هذه الفرقة بسلطة البابا الروحية، ولا بوجود التطهير، مما دفع البابا إلى حرمانهم من الكنيسة عام 1184.
يوجد شك كبير حول بدايات تاريخ هذه الفرقة بسبب غياب المصادر المكتوبة. تَعّرض أتباعها للاضطهاد على أنها هرطقة منذ القرن الثاني عشر وواجهوا الفناء في القرن السابع عشر وبعد ذلك التمييز المنظم في القرون التالية. مع مرور الوقت انضمت الطائفة إلى الفرع المجدد من البروتستانتية أو الفرع الجنيفي. وقد اتبع معظم أتباع الوالدوية تعاليم حركة الإصلاح الديني اللوثري التي بدأت خلال القرن السادس عشر الميلادي.  ويشمل التراث الروحي الولدينيسي المعاصر و التاريخي إعلان الإنجيل و خدمة الفئات المهمشة وتعزيز العدالة الاجتماعية وتعزيز العمل المشترك بين الأديان والدعوة إلى احترام التنوع الديني وحرية التعبير.
يتبع الولدينيسيين الحاليون للكنيسة الإنجيلية الولدينسية، ويوجد اليوم نحو 50,000 نسمة من أتباع الوالدوية في كل من أوروبا وأمريكا الشمالية والجنوبية. المركز الرئيسي لهذه الجماعة هو مدينة روما بإيطاليا.